# ويليام إي. موريس
ويليام إي. موريس (بالإنجليزية: William E. Morris)‏ هو سياسي أمريكي، ولد في 28 يوليو 1920 بميزوري في الولايات المتحدة، وتوفي في 25 يونيو 2013.